# Jonas Dryander
Jonas Dryander detto anche Jonas Carlsson Dryander (Göteborg, 5 marzo 1748 – Londra, 19 ottobre 1810) è stato un botanico svedese.

## Biografia
Allievo di Linneo presso l'Università di Uppsala. Arrivò a Londra il 10 luglio 1777, presso Sir Joseph Banks dal 1782 sostituì Daniel Carlsson Solander morto prematuramente. Bibliotecario della Royal Society e vicepresidente della Linnean Society. Nel 1784, fu eletto membro straniero della Accademia Reale Svedese delle Scienze.
Il genere Dryandra è stato chiamato in suo onore dal suo amico e collega svedese Carl Peter Thunberg.

## Opere
- Jonas Carlsson Dryander, Catalogus bibliothecae historico-naturalis Joseph Banksi, 1796-1800